# Епархия Мон-Лорье
Епархия Мон-Лорье (лат. Dioecesis Montis Laurei) — епархия Римско-католической церкви с центром в городе Мон-Лорье, Канада. Епархия Мон-Лорье входит в архиепархию Гатино. Кафедральным собором епархии является Собор Нотр-Дам-де-Фурвьер.

## История

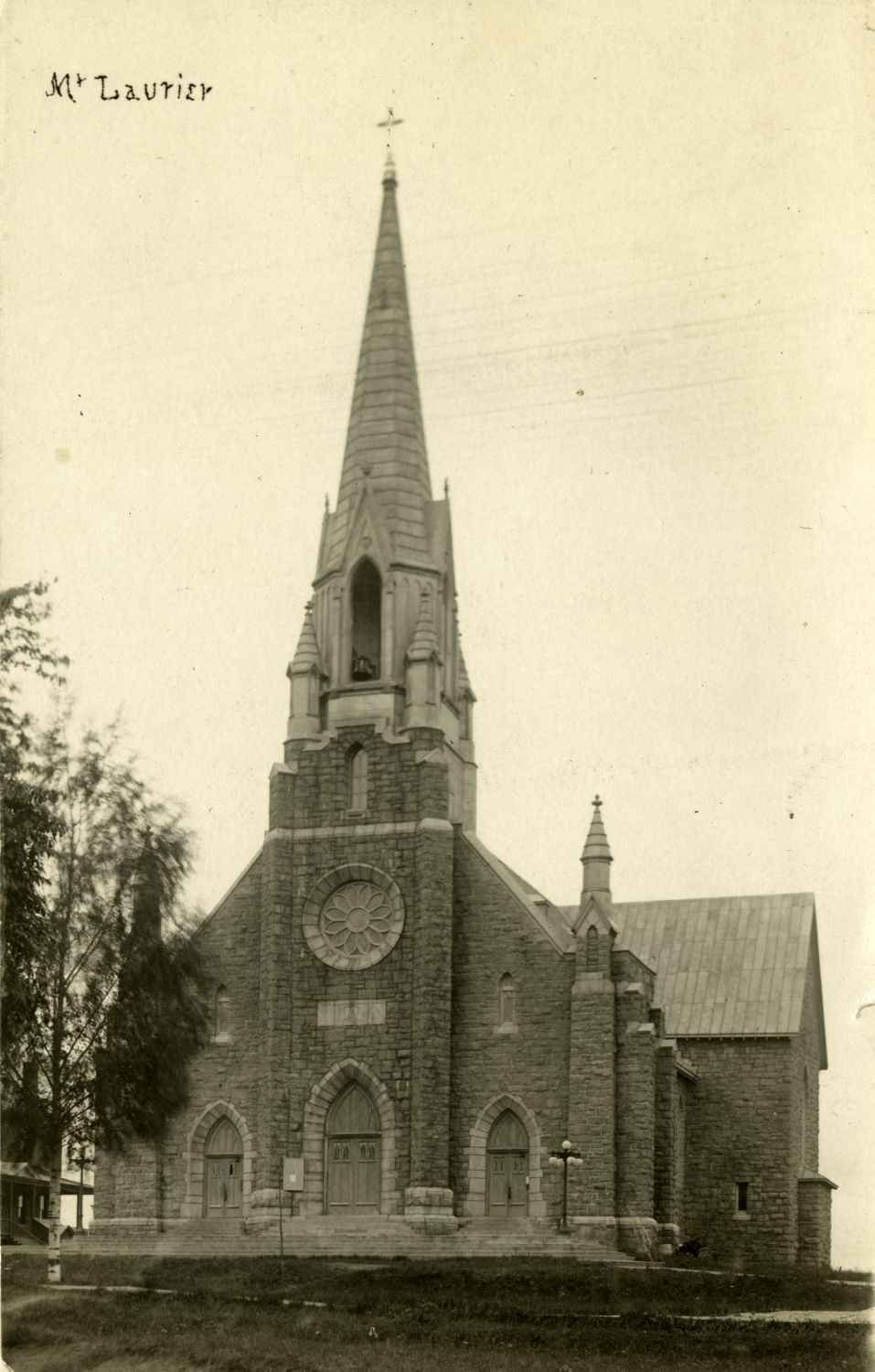
Кафедральный (1910)

21 апреля 1913 года Святой Престол учредил епархию Мон-Лорье, выделив её из архиепархии Оттавы. 23 июня 1951 года епархия Мон-Лорье уступила часть своей территории в пользу епархии Сен-Жерома.

## Ординарии епархии
- епископ François-Xavier Brunet (6.08.1913 — 7.01.1922);
- епископ Joseph-Eugène Limoges (11.09.1922 — 1.03.1965);
- епископ Joseph Louis André Ouellette (27.03.1965 — 10.05.1978);
- епископ Jean Gratton (10.05.1978 — 8.09.2001);
- епископ Vital Massé (8.09.2001 — 2.02.2012);
- епископ Paul Lortie (2.02.2012 — 10.07.2019, в отставке);
  - архиепископ Paul-André Durocher (10.07.2019 —1.06.2020) (апостольский администратор);
- епископ Raymond Poisson (1 июня 2020 — по настоящее время).

## Источник
- Annuario Pontificio, Libreria Editrice Vaticana, Città del Vaticano, 2003, ISBN 88-209-7422-3